# クロード・ルルーシュ
クロード・バリュック・ジョゼフ・ルルーシュ（Claude Barruck Joseph Lelouch, 1937年10月30日 - ）は、フランス・パリ出身の映画監督、映画製作者である。

## 経歴
パリ9区のユダヤ系アルジェリア人の家庭に生まれる。
1960年に初の長編『Le propre de l'homme』を撮るが、「クロード・ルルーシュという名を覚えておくといい。もう二度と聞くことはないだろうから」と『カイエ・デュ・シネマ』誌に書かれるなど評論家からは酷評され、その後フィルムを破棄した。
その後も映画監督として活動しながら、PVの前身でもあるジュークボックスでかけるスコピトン Scopitoneの監督としてジャンヌ・モロー、クロード・ヌガロ、ジョニー・アリディ、ダリダ、クロード・フランソワらのシングル盤の映像を量産する。
1966年5月の第19回カンヌ国際映画祭で、自主制作した『男と女』がパルム・ドールを受賞。
同年10月11日から19日にかけて、第4回フランス映画祭が東商ホールと草月ホールで開催された。ジャン＝リュック・ゴダールの『アルファヴィル』『気狂いピエロ』『男性・女性』のほか、『戦争は終った』『城の生活』『創造物』『悲しみの天使』『317小隊』『バルタザールどこへ行く』など計23本の映画が上映された。ルルーシュと『男と女』に主演したジャン＝ルイ・トランティニャンは、マリー＝フランス・ピジェ、パスカル・オードレ、ジャック・シャリエらとともに映画祭に参加するため来日した。1967年4月、第39回アカデミー賞で『男と女』はアカデミー外国語映画賞を受賞した。
1968年の『白い恋人たち』は、同年のカンヌ国際映画祭で上映される予定であったが、この年の五月革命で映画祭自体が中止となった。また、映画自体は成功したものの、評論家の多くが五月革命の支持者で、ド・ゴール政権下のオリンピックという権威主義的と看做される題材を監督したために、『体制派』というレッテルを長く貼られ、正当な評価を受けられない時期が続いた。40年後の2008年、第61回カンヌ国際映画祭クラシック部門のオープニング作品として上映され、会場にはルルーシュ本人も訪れた。
1990年に「ホンダ・コンチェルト」のCMに出演。
一方で、自作以外の製作者としても活躍し、ジャン＝ダニエル・ポレの異色作『SF惑星の男』(1968年)、アリアーヌ・ムヌーシュキンの大作『モリエール』(1978年)なども手掛けている。

## 主な監督作品

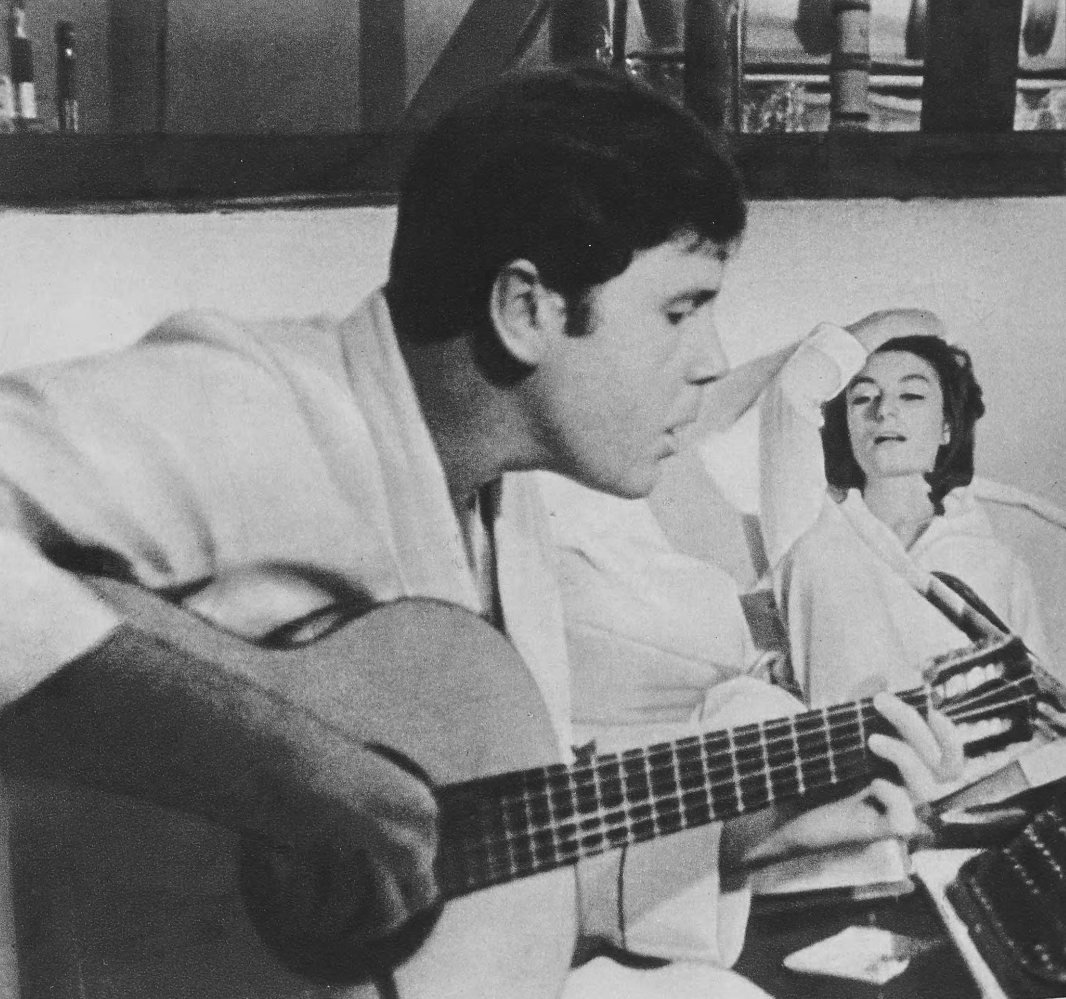
『男と女』（1966年）

- 行きずりの二人 L'Amour avec des si... (1964)
- 女を引き裂く La Femme spectacle (1964)
- Une fille et des fusils (1964) WOWOW放映題「女と拳銃」
- 男と女 Un homme et une femme (1966)
- パリのめぐり逢い Vivre pour Vivre (1967)
- ベトナムから遠く離れて Loin du Vietnam (1967) オムニバス映画
- 白い恋人たち 13 Jours en France (1968) オムニバス映画
- 愛と死と La Vie, L'Amour, La Mort (1968)
- あの愛をふたたび Un homme qui me plaît (1969)
- 流れ者 Le Voyou (1970)
- 恋人たちのメロディー Smic, Smac, Smoc (1971)
- 冒険また冒険 L'aventure c'est l'aventure (1972)
- 時よとまれ、君は美しい/ミュンヘンの17日 Visions of Eight (1973) オムニバス映画
- 男と女の詩 La Bonne Année (1973)
- マイ・ラブ Toute une vie (1974)
- Mariage (1974) WOWOW放映題「マリアージュ」
- Le Chat et la Souris (1975) VHS発売題「〝猫〟警部事件簿」
- Le Bon et les Méchants (1975) VHS発売題「レジスタンス/反逆」
- 愛よもう一度 Si c'était à refaire (1976)
- ランデヴー C'était un rendez-vous (1976) 短編
- 続・男と女 Un autre homme, une autre chance (1977)
- Robert et Robert (1978) VHS発売題「2人のロベール／花嫁募集中」
- 夢追い À nous deux (1979)
- 愛と哀しみのボレロ Les Uns et les Autres (1981)
- Édith et Marcel (1982) VHS発売題「恋に生きた女ピアフ」
- Viva la vie (1984) VHS発売題「ヴィバラビィ」
- 遠い日の家族 Partir, Revenir (1985)
- 男と女II Un homme et une femme, 20 ans déjà (1986)
- Attention bandits ! (1986) TV放映題「アテンション・バンディッツ」／WOWOW放映題「強盗にご用心」
- ライオンと呼ばれた男 Itinéraire d'un enfant gâté (1988)
- Il y a des jours... et des lunes (1990) WOWOW放映題「夏の月夜は御用心」
- La Belle Histoire (1992)
- Tout ça… pour ça ! (1993)
- レ・ミゼラブル Les Misérables (1995)
- Lumière et Compagnie (1995) オムニバス映画／映画祭上映題「リュミエールと仲間たち」／DVD「キング・オブ・フィルム/巨匠たちの60秒』
- 男と女、嘘つきな関係 Hommes, femmes : Mode d'emploi (1996)
- しあわせ Hasards ou coïncidences (1998)
- Une pour toutes (2000)
- And Now... Ladies and Gentlemen (2002) フランス映画祭上映題「レディース＆ジェントルメン！！」／DVD題「男と女　アナザー・ストーリー」
- 11'09''01/セプテンバー11 11'09''01 September 11 (2002) オムニバス映画
- Les Parisiens (2004)
- fr:Le Courage d'aimer｜Le Courage d'aimer (2005) フランス映画祭上映題「愛する勇気」上映に併せて来日も
- Roman de gare (2007)
- それぞれのシネマ ～カンヌ国際映画祭60回記念製作映画～ (2007) オムニバス映画「街角の映画館」編 Chacun son cinéma
- Ces amours-là (2010)
- D'un film à l'autre (2011) ドキュメンタリー
- Salaud, on t'aime
- アンナとアントワーヌ　愛の前奏曲 Un + Une (2015) [7]
- Chacun sa vie et son intime conviction (2017)
- 男と女　人生最良の日々 Les plus belles années d'une vie (2019)[8]
- Finalement (2024)